# Janja Šegel
Janja Šegel, född 17 juni 2001, är en slovensk simmare.

## Karriär
Šegel tävlade för Slovenien vid olympiska sommarspelen 2016 i Rio de Janeiro. Hon var en del av Sloveniens lag som blev utslagna i försöksheatet på 4x200 meter frisim. Vid olympiska sommarspelen 2020 i Tokyo tävlade Šegel i två grenar. Hon slutade på 24:e plats på 100 meter frisim och på 17:e plats på 200 meter frisim.
I juli 2022 vid Medelhavsspelen i Oran tog Šegel guld på 200 meter frisim och silver på 100 meter frisim. Hon var även en del av Sloveniens kapplag som tog guld på 4×100 meter frisim och 4×200 meter frisim.